# Chelostoma orientale
Chelostoma orientale là một loài Hymenoptera trong họ Megachilidae. Loài này được Schletterer mô tả khoa học năm 1890.